# تپه اطراف شهر سوخته ۲۵۷
تپه اطراف شهر سوخته ۲۵۷ در شهرستان زابل، بخش شیب آب، دهستان لوتک، ۱۵/۶ کیلومتری جنوب غرب پایگاه باستان‌شناسی شهر سوخته واقع شده و این اثر در تاریخ ۲۰ اسفند ۱۳۸۵ با شمارهٔ ثبت ۱۸۰۶۵ به‌عنوان یکی از آثار ملی ایران به ثبت رسیده است.